# ك. جاي لوسون
ك. جاي لوسون (بالإنجليزية: K.J. Lawson)‏ هو لاعب كرة سلة ولاعب كرة قدم أمريكي، ولد في 7 مايو 1996 في ممفيس في الولايات المتحدة. لعب مع كانساس جايهوكس ‏.

## وصلات خارجية
- ك. جاي لوسون على موقع كلية كرة السلة في سبورتس رفرنس.كوم (الإنجليزية)